# III. Cosimo de’ Medici
III. Cosimo de' Medici (olaszul Cosimo III de' Medici ) Firenze, 1642. augusztus 14. – Firenze, 1723. október 31.) 1670 és 1723 között Toszkána nagyhercege.

## Élete
III. Cosimo II. Ferdinánd toszkánai nagyherceg és Vittoria della Rovere fiaként a Pitti-palotában született.
Hosszú uralkodása nem állította meg Toszkána hanyatlását. Nagyon jámbor, sőt bigott volt, felhagyott a Mediciek által támogatott addig tudósok védelmével az inkvizícióval szemben, és szigorú életmódot rótt a firenzeiekre, akik korábban hozzászoktak az ünnepléshez. Mélyen vallásos volt, Alcantarai Szent Péternek szentelt kolostort építtetett kedvenc rezidenciája, a Villa Medicea dell'Ambrogiana közelében, ahol kifejezetten Spanyolországból behívott szerzetesek telepedtek le.
1661-ben kötött házasságot Marguerite-Louise d'Orléans-nal, Gaston orléans-i herceg lányával, ám nem illettek egymáshoz, a férfi bigott vallásos, a lány pedig jókedvű, sőt komolytalan volt. Esküvőjükön az Atlasz balettjét adják elő, a Ferdinando Tacca által elképzelt, a kolosszális művészetre jellemző gigantikus önmozgót.
1673-ban Rómában megalapította a Nagyhercegi Akadémiát, amelynek igazgatóivá Ciro Ferri festőt és Ercole Ferrata szobrászt nevezte ki.
A pár 1675-ben különvált, és a hercegnő visszatért Franciaországba. A király egy párizsi apátságba kényszerítette, ahol nemesi származású hölgyek laktak, csupán a családi eseményekre hívták az udvarba, és mindig ridegen kezelték. Marie-Louise hercegnő és a spanyol király esküvőjén a király nyíltan ezt mondta a fiatal menyasszonynak a nagyhercegné jelenlétében: „Viszlát, hölgyem, és örökre.”
Felesége távozása után kétségtelen szolgálataik ellenére III. Cosimo olyan törvényt hozott, amely tiltotta a vegyes kapcsolatokat, a zsidók és keresztények közötti szexuális aktusokat, és megakadályozta, hogy ez utóbbiak zsidó családoknak dolgozzanak. Az elkövetőkre büntetésként ötven koronás pénzbírságot szabatott ki, ha pedig az alany nem tudott fizetni, a bírságot kínzással vagy négyhónapos börtönnel helyettesítették. A következő években ehhez a törvényhez számos antiszemita rendelet csatlakozott, amelyek közül érdemes megemlíteni az 1679. június 16-i, illetve az 1680. december 12-i törvényt, amely megtiltotta a zsidóknak a keresztény prostituáltak, a keresztényeknek pedig a zsidó prostituáltak látogatását.
Egész életében leginkább az utódlás problémája foglalkoztatta. Gyermekei, Ferdinand, legidősebb fia, Anne-Marie-Louise, legkisebb lánya és Jean-Gaston, a legfiatalabb házassága sem eredményezett törvényes örököst, bár legkisebb, egyébként homoszexuális fiát akarata ellenére egy özvegyhez kényszerítette, akinek már volt egy lánya.

## Természettudományos gyűjteménye

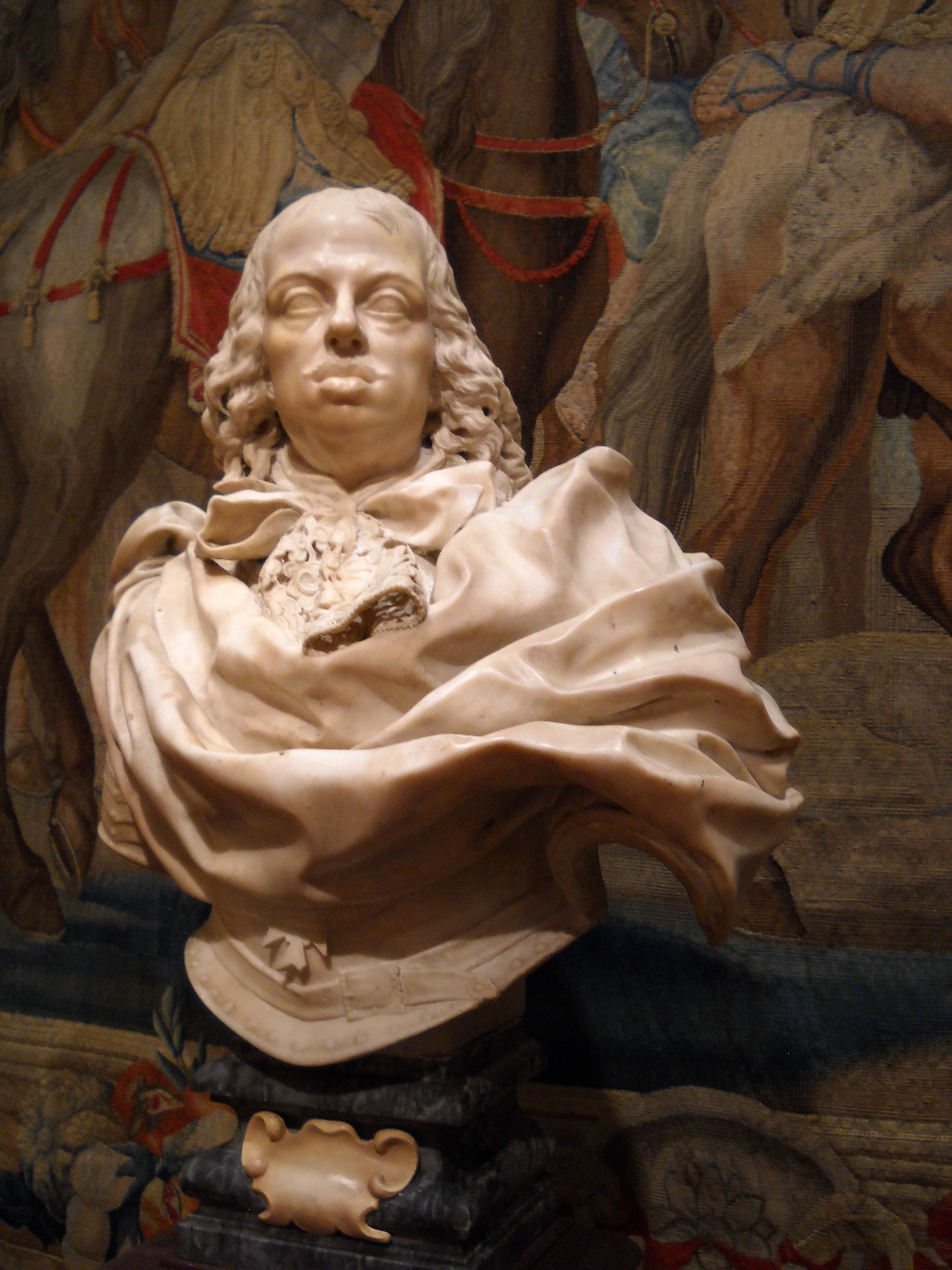
III. Cosimo nagyherceg mellszobra, Giovanni Battista Foggini alkotása (1683)

A Villa Medicea dell'Ambrogiana volt a kedvenc rezidenciája. Néhány festményből, torz botanikai és zoológiai példányokból álló természettudományi gyűjteményét telepítette ide, amelyeket Ferdinando Tacca díszített.
Apja tanacsára beutazta Európát Franciaországtól Svédországig. Hollandiai utazásai során (1667 és 1669) vásárolt Jan Davidsz de Heemtől két virág- és gyümölcscsendéletet.
1677-ben loggiát építtetett a Természettudományi Kabinetnek, ahol orvosa, Francesco Redi néhány kísérletet és olyan ritka állatok keresztezését végezte, amelyeket kifejezetten a villába hozott, például az indiai caracos (bütykös hattyú?), Grosseto tengerpartján találták, India fehér papagája „akkora, mint egy csirke”, vagy egy fekete gólya.
Agnolo Gori bemutatta Bartolomeo Bimbit, akitől növényvilágot ábrázoló csendéleteket rendelt a Villa Medicea di Castello dekorációjához, és gyümölcscsendéleteket a La Topaia vadászkastélyhoz, a rezidencia magaslataihoz. Ezek a természetből származó, rendkívül tudományos pontosságú reprezentációk Redi tudását használják fel. Még ma is megcsodálhatók a csendéletmúzeumban, amely a Poggio a Caiano Medici-villa második és utolsó emeletén található. Bimbi a természet aberrációit is megfestette, kétségtelenül eltúlozta a Seicento groteszk szeszélyeinek ízlése: mint az üsző és a kétfejű bárány.
Bimbi együttműködött Andrea Scacciatival, Vittoria della Rovere nagyhercegnő festőjével. Cosimo örökölte a Poggio Imperiale leltárában említett festményeit, és elszállíttatta őket a Topaia pavilonba és a Villa Ambrogianába. Scacciati tizenkét csokrát ma is őrzik a firenzei galériák. 
Más korabeli uralkodókhoz, például Krisztina svéd királynőhöz és Habsburg Lipót Vilmos főherceghez hasonlóan ő is pártfogolta a holland Fijnschilders iskolát (a. m. „finomfestők”), amelynek technikája a miniatűrhöz hasonlított, és amelynek fő képviselője Gerrit Dou holland festő volt.

## Házassága és leszármazottaik
1661-ben feleségül vette Marguerite-Louise de France-t (1645–1721), Gaston orléans-i herceg XIII. Lajos király öccsének, a Monsieur-nek és Marguerite de Lorraine-nek a leányát. A pár 1675-ben különvált.
Gyermekeik:
- Ferdinánd (1663–1713) 1689-ben feleségül vette a bajor Violante-Béatrice-t (1673–1731), házasságuk utódok nélkül maradt.
- Anne-Marie-Louise (1667–1743) azt tervezték, hogy feleségül adják XIV. Lajos francia király fiához, a Dauphinhez, aki 1691-ben János Vilmos pfalzi választófejedelem (1658–1718) lányát vette nőül, utódaik nem voltak.
- Jean-Gaston I (1671–1737) 1697-ben feleségül vette Anne-Marie-Françoise of Saxe-Lauenbourg-t, Pfalzi Fülöp (1672–1741) özvegyét, leszármazottak nélkül haltak el.

## Fordítás
- Ez a szócikk részben vagy egészben  a   Cosme III de Médicis című francia Wikipédia-szócikk ezen változatának fordításán alapul.  Az eredeti cikk szerkesztőit annak laptörténete sorolja fel. Ez a jelzés csupán a megfogalmazás eredetét és a szerzői jogokat jelzi, nem szolgál a cikkben szereplő információk forrásmegjelöléseként.